# لندیس تایپه
لندیس تایپه یک هتل مجلل پنج ستاره می باشد که در منطقه ژونگشان، تایپه، تایوان قرار گرفته‌است. این هتل در سال ۱۹۷۹ افتتاح شد و دارای ۲۰۹ اتاق و سوئیت می‌باشد و دارای امکاناتی مثل مرکز تجاری ۲۴ ساعته، مرکز تناسب اندام روی پشت بام و سالن وی آی پی پروست می‌باشد. لندیس تایپه در گذشته پذیرای میهمانان شاخص بسیاری از غبیل سه تنور بوده‌است.

## رستوران‌ها
- تین حسیانگ لو: یک رستوران ژجیانگ واقع در طبقه بی ۱ که غذاهای سنتی هانگژو مثل مرغ مست را سرو می‌نماید.[۴]
- براسری و رندز ووس: یک رستوران فرانسوی که غذاهای استانی و کوکتل سرو می‌نماید.[۵]
- پاریس ۱۹۳۰ اثرهیدکی تاکایاما: رستوران فرانسوی.[۶]
- غذای لیز: یک شیرینی فروشی که انواع نان، کیک، شیرینی و دسر را عرضه می‌دهد.